# Liste der Bodendenkmäler in Bayerisch Gmain
Auf dieser Seite sind die Bodendenkmäler in der oberbayerischen Gemeinde Bayerisch Gmain zusammengestellt. Diese Tabelle ist eine Teilliste der Liste der Bodendenkmäler in Bayern. Grundlage ist die Bayerische Denkmalliste, die auf Basis des Bayerischen Denkmalschutzgesetzes vom 1. Oktober 1973 erstmals erstellt wurde und seither durch das Bayerische Landesamt für Denkmalpflege geführt wird. Die folgenden Angaben ersetzen nicht die rechtsverbindliche Auskunft der Denkmalschutzbehörde.

## Bodendenkmäler der Gemeinde Bayerisch Gmain

### Bodendenkmäler in der Gemarkung Bayerisch Gmain
| Lage                                                                   | Objekt | Akten-Nr.     | Bild                                              |
| ---------------------------------------------------------------------- | --- | ------------- | ------------------------------------------------- |
| Bayerisch Gmain Im Kirchholz (Standort)                                | Abschnittsbefestigung des frühen Mittelalters. | D-1-8243-0034 |                                                   |
| Bayerisch Gmain Im Bereich Parkstraße/Großgmainer Gangsteig (Standort) | Siedlung und Brandgräber der Urnenfelderzeit. | D-1-8243-0089 |                                                   |
| Bayerisch Gmain Streitbichl (Standort)                                 | Burgstall des hohen Mittelalters (Hallburg). | D-1-8243-0120 | Hallburg                                          |
| Bayerisch Gmain Im Kirchholz (Standort)                                | Abschnitt der Kurbayerischen Landesdefensionslinie (1702/03) mit vier Bastionen.                                                                   | D-1-8243-0148 | Kurbayerische Landesdefensionslinie               |
| Bayerisch Gmain Bei Schloss Oberhausen, Lattenbergstraße (Standort)    | Untertägige spätmittelalterliche und frühneuzeitliche Befunde im Bereich von Schloss Oberhausen in Bayerisch Gmain und seiner Vorgängerbauten.     | D-1-8243-0179 | Untertägige Befunde im Bereich Schloss Oberhausen |
| Bayerisch Gmain Pfannhauserweg, Gmainer Straße (Standort)              | Stadtmauer Bad Reichenhall und Burg Gruttenstein Hochmittelalterliche Vorbefestigung der Stadtmauer von Bad Reichenhall und von Burg Gruttenstein. | D-1-8243-0194 | Vorbefestigung Bad Reichenhall und Gruttenstein   |

### Bodendenkmäler in der Gemarkung Bischofswiesener Forst
| Lage                              | Objekt                                                        | Akten-Nr.     | Bild |
| --------------------------------- | ------------------------------------------------------------- | ------------- | ---- |
| Bischofswiesener Forst (Standort) | Spätmittelalterliche Vorbefestigung des Burgstalls Hagenfels. | D-1-8243-0140 |      |